# Robolab

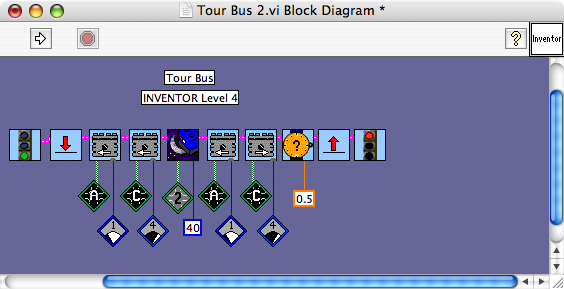
Imagen de Robolab.

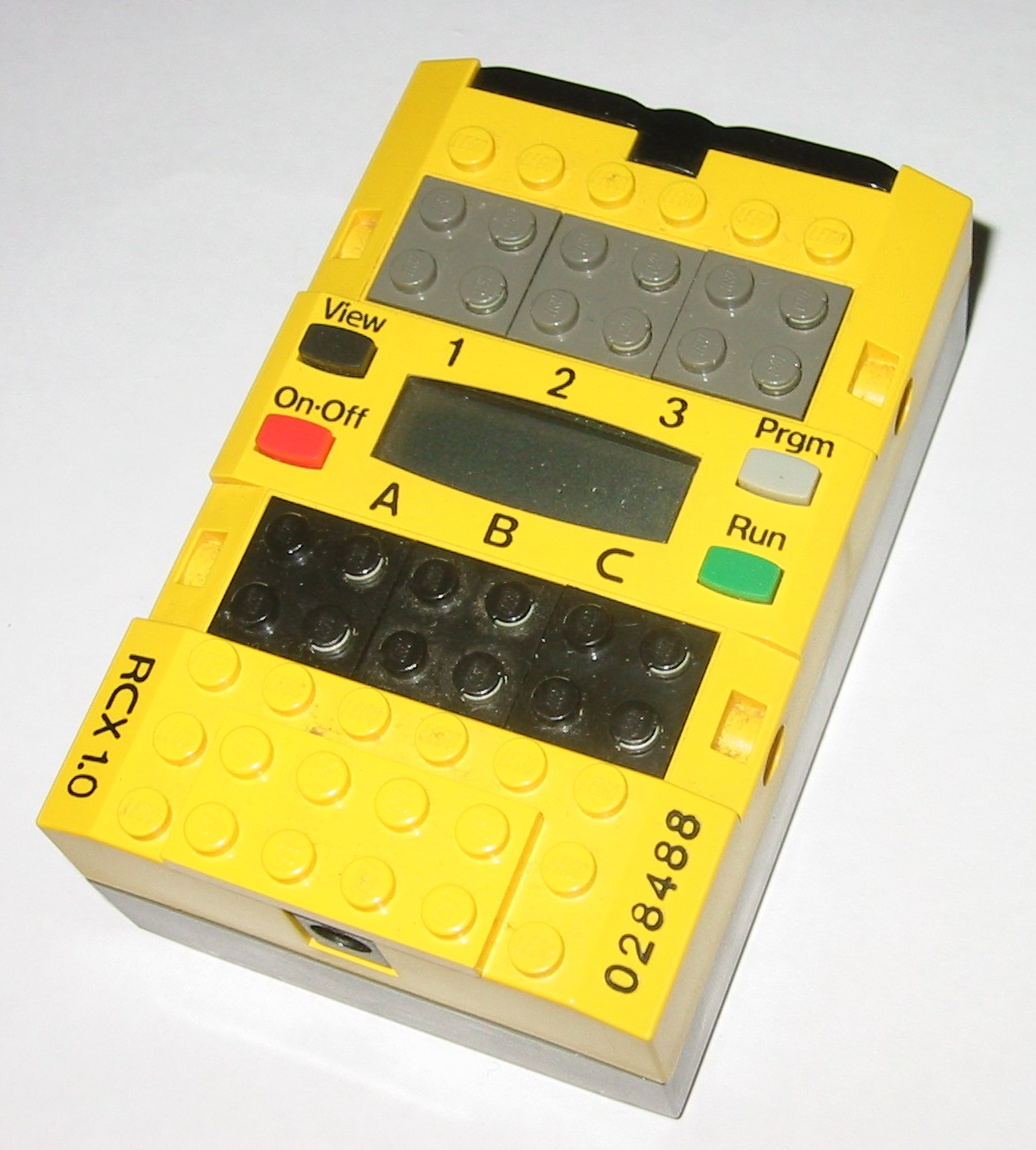
Primera generación de los bloques RCX.

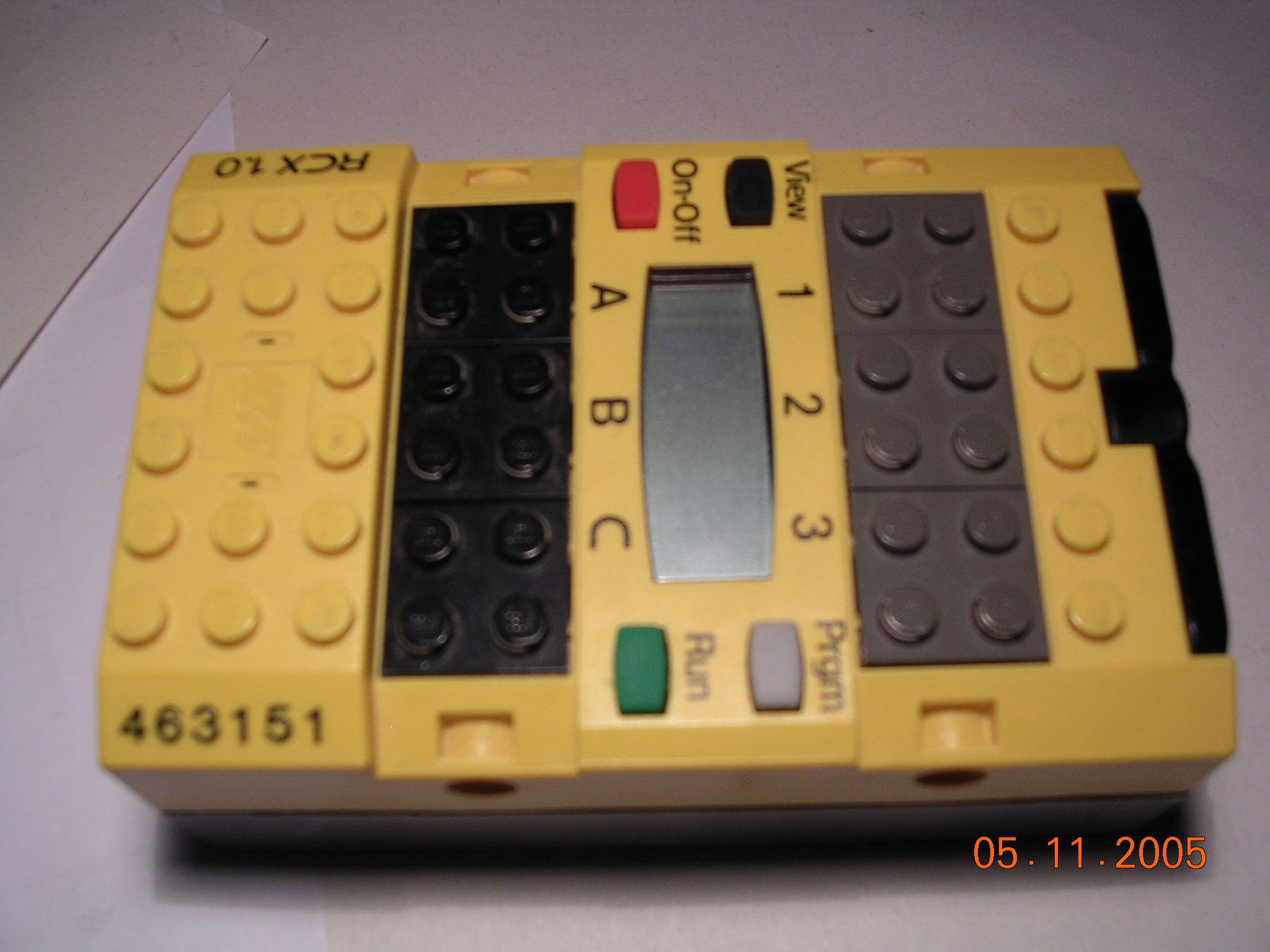
RCX (Versión 1.0).

Robolab es un entorno de programación gráfico que permite controlar el bloque inteligente de LEGO RCX. Este software comercializado por LEGO está orientado al uso educativo con niños y jóvenes, con edades comprendidas entre 6 y 16 años, y utiliza una versión adaptada de LabVIEW, de National Instruments. EL software de Robolab está basado en iconos, que permiten crear diagramas que son los programas que controlan el RCX. Ofrece modos diferentes de programación adaptados al nivel de aprendizaje del alumnado: Pilot e Inventor. Además, ofrece el modo Investigator orientado a su uso en el laboratorio de ciencias.
Este software comercial se puede usar tanto en sistemas Windows como en Mac.

## Modo Pilot
Pilot es el nivel básico. Por medio de una serie de plantillas introduce a los más jóvenes en la lógica de la programación. Estas plantillas están protegidas, por lo que no pueden ser alteradas. Las modificaciones que se pueden hacer son pocas, pero garantiza que los programas siempre funcionarán, por lo que en muy poco tiempo pueden conseguirse resultados. El modo Pilot consta de cuatro niveles con dificultad creciente que abren el camino a utilizar Robolab.

## Modo Inventor
El modo Inventor constituye la segunda fase del aprendizaje. Usuarios y usuarias desarrollarán sus propios programas distribuyendo y enlazando en la ventana de diagramas una serie de iconos. Inventor consta de cuatro niveles. Las diferencias entre ellos se centran en las opciones que ofrece cada uno: el cuarto nivel es el que ofrece todo el potencial de Inventor y permite desarrollar complicadas aplicaciones.

## Modo Investigator
El modo Investigator está diseñado para ser utilizado en el laboratorio de ciencias. Utiliza para ello una versión adaptada de LabVIEW. Convierte el RCX en una interesante herramienta de trabajo en aquellas experiencias que requieran recoger datos. Si utilizamos el RCX para recoger datos (por ejemplo, la evolución de la temperatura en el aula a lo largo de un día), Investigator nos ayudará a procesar dichos datos y a presentarlos. Además, permite editar por completo el informe de la experiencia, para imprimirlo a continuación, o si así se desea, convertirlo en una presentación por ordenador o en una página web.
Actualmente hay dos versiones en venta: la 2.0 en castellano y la 2.5 en inglés. La 2.5 soporta la nueva torre de infrarrojos con conector USB y permite utilizar la cámara de vídeo de LEGO como sensor.